# 館村 (青森県)
館村（舘村、たてむら）は、かつて青森県にあった村。

## 沿革
- 1889年（明治22年）4月1日 - 町村制施行により三戸郡売市村、沢里村、根城村、田面木村、八幡村、櫛引村、坂牛村、上野村、沼館村が合併し、館村が発足。
- 1940年（昭和15年）1月1日 - 大字売市、沢里、根城、田面木、沼館を分離し、八戸市に編入。
- 1947年（昭和22年）8月10日 - 村役場に昭和天皇が行幸（昭和天皇の戦後巡幸）[1]。
- 1955年（昭和30年）4月1日 - 八戸市に編入され消滅。

## 産業

### 一次産業
第二次世界大戦以前は馬の生産地であった。1947年の昭和天皇行幸時には、館小学校の校庭にて優良馬を視察。生産者や篤農家が激励を受けた。

## 村誌
- 『館村誌 年中行事篇』（小井川潤次郎執筆、館村役場、1934年）